# العائلة 13
العائلة 13 أو مجموعة فرار Ferrar Group ، يرمز لها f13 هي مجموعة من مخطوطات الأناجيل اليونانية تعود للقرون 11 إلى 15 ولها نموذج مميز من القراءات، خاصة بوضعها قصة الزانية في إنجيل لوقا بدلا من إنجيل يوحنا. بينما يوجد نص إنجيل لوقا 22: 43-44 بعد متى 26: 39. يعتقد أن كل مخطوطات المجموعة مشتقة من مخطوطة أناجيل كبيرة الأحرف، تعود على الأغلب للقرن السابع. أطلق عليها العائلة 13 نسبة لمخطوطة الأحرف الصغيرة 13 الموجودة الآن في باريس.
اكتشفت المزايا المشتركة للمجموعة 13 في أربع مخطوطات في البداية لكن العدد توسع ليصل حسب بعض العلماء إلى 13 مخطوطة في هذه المجموعة. أهم ميزة لهذه المخطوطات وضعها يوحنا 7: 53 – 8: 11 بعد لوقا 21: 38.